# Wieża Cavalier
Wieża Cavalier (malt. Torri tal-Kavalier, ang. Cavalier Tower), znana też jako Wieża Qrendi (malt. Torri tal-Qrendi, ang. Qrendi Tower) lub Wieża Kapitana (malt. Torri tal-Kaptan, ang. Captain's Tower) – wieża w mieście Qrendi na Malcie. Została zbudowana u schyłku Średniowiecza lub na początku okresu panowania zakonu joannitów na Malcie, i jest jedną z najstarszych zachowanych wież w tym państwie.

## Historia
Nie ma źródeł piśmiennych dotyczących daty zbudowania wieży Cavalier. Została ona prawdopodobnie zbudowana w okresie schyłkowego Średniowiecza, kiedy Malta była wciąż częścią Królestwa Sycylii. Jeśli to jest prawdą, byłaby to jedyna zachowana średniowieczna wieża na Malcie, poza ruinami okrągłej wieży w Xlendi. Inni historycy utrzymują, że wieża została zbudowana w XVI lub XVII wieku przez Zakon Świętego Jana. Wieża znajduje się obok XVI-wiecznego budynku, powstałego w 1585 roku.
Wieża Cavalier została tak nazwana, ponieważ mieszkał w niej Kapitan (malt. Kaptan Kavalier) Zakonu.

## Wygląd wieży
Wieża zbudowana jest z wapienia maltańskiego. Postawiona na planie ośmioboku, jest jedyną tego rodzaju wieżą na Malcie. Posiada trzy poziomy rozdzielone podłogami. Kilka skrzynkowych machikuł, podpartych konsolami, umiejscowionych jest na brzegu szczytowego parapetu. Główne wejście do wieży znajduje się w dobudowanym średniowiecznym budynku, będącym pierwotnie pomieszczeniem młyna lub kaplicą.
Wieża jest otoczona przez gromadę współczesnych budynków i podwórek, określonych jako „jeden z najciekawszych przykładów rozwoju architektury” na Malcie. Wieża wpisana jest na Listę Zabytków 1925.

## Współcześnie
Dziś wieża Cavalier jest w dobrym stanie. Zarządzana jest przez prywatnego właściciela. Nie jest udostępniona dla ogółu.